# Charles G. Finney
Charles Grandison Finney (1º dicembre 1905 – 16 aprile 1984) è stato un giornalista e autore di letteratura fantasy statunitense, bisnipote del ministro presbiteriano Charles Grandison Finney.
Il suo primo romanzo e opera più famosa, Il circo del dottor Lao, vinse il National Book Award per la narrativa conferito al libro più originale nel 1935.

## Biografia
Finney nacque a Sedalia nel Missouri e dal 1927 al 1929 prestò servizio a Tientsin, in Cina, nella compagnia E del 15º reggimento di fanteria dell'esercito statunitense. Stando alle sue memorie, fu proprio a Tientsin nel 1929 che egli concepì il romanzo Il circo del dottor Lao, pubblicato nel 1935.
Congedato dalle forze armate e tornato in patria, Finney lavorò stabilmente come redattore per il quotidiano Arizona Daily Star di Tucson in Arizona dal 1930 fino al 1970, e nel frattempo portò avanti la scrittura narrativa come attività secondaria occasionale, pubblicando in totale cinque romanzi, un volume di memorie, e una decina di racconti.
Un fondo degli archivi personali di Finney, comprensivo di manoscritti, dattiloscritti, lettere e fotografie, è oggi depositato presso la biblioteca dell'Università dell'Arizona.

## Influenza letteraria
L'opera di Finney ha avuto una certa influenza sulla successiva letteratura fantasy statunitense. Ray Bradbury apprezzò molto Il circo del dottor Lao e lo volle includere in un'antologia di letteratura fantastica e weird da lui curata, The Circus of Dr. Lao and Other Improbable Stories (Bantam Books, 1966); in più il romanzo Il popolo dell'autunno (1962) dello stesso Bradbury si impernia su un circo soprannaturale, come quello eponimo del romanzo di Finney. Altre opere dichiaratamente ispirate dalla poetica di Finney sono The Fair to Middling (1959) di Arthur Calder-Marshall, Blind Voices (1978) di Tom Reamy, L'ultimo unicorno (1968) di Peter S. Beagle e Chronic City (2009) di Jonathan Lethem.
Inoltre, Il circo del dottor Lao è stato adattato nel film Le 7 facce del Dr. Lao.

## Opere
Per ogni testo si indica la prima edizione nell'originale inglese e l'eventuale prima traduzione in lingua italiana.

### Romanzi
Sono elencati sia i romanzi veri e propri (novel) sia i romanzi brevi (novella).
- Il circo del dottor Lao (The Circus of Dr. Lao), The Viking Press, 1935. Trad. Renato Prinzhofer, SF Narrativa d'Anticipazione 3, Editrice Nord, 1974.
- La città perversa (The Unholy City), Vanguard Press, 1937. Trad. Rosalba Buccianti, nel volume doppio La città perversa, Oscar Fantasy 11, Arnoldo Mondadori Editore, 1990.
- Past the End of the Pavement, Henry Holt and Company, 1939.
- The End of the Rainbow, nella raccolta The Ghosts of Manacle, Pyramid Books, 1964.
- Il mago venuto dalla Manciuria (The Magician Out of Manchuria), nel volume doppio The Unholy City, Pyramid Books, 1968. Trad. Rosalba Buccianti, nel volume doppio La città perversa, Oscar Fantasy 11, Arnoldo Mondadori Editore, 1990.

### Ciclo della città di Manacle
Tre racconti ambientati nell'immaginaria città di Manacle in Arizona, riuniti per la prima volta nella raccolta The Ghosts of Manacle, Pyramid Books, 1964. 
1. "The Iowan's Curse", Harper's Magazine luglio 1958.
2. "The Horsenaping of Hotspur", The Magazine of Fantasy and Science Fiction agosto 1958.
3. "I Gazzacertoli ("The Gilashrikes"), The Magazine of Fantasy and Science Fiction ottobre 1959. Trad. ignota in Fantasia e Fantascienza 1, Editrice Minerva, dicembre 1962.

### Autobiografia
- The Old China Hands, Doubleday, 1961. Volume di memorie sul servizio militare di Finney in Cina.

### Raccolte di racconti
- The Ghosts of Manacle, Pyramid Books, 1964. Comprende il romanzo breve The End of the Rainbow, il trittico della città di Manacle, e quattro racconti, con introduzione di Finney stesso.